# Randy Blythe
Randy Blythe (født 21. februar 1971) er vokalist i det amerikanske band Lamb of God.

## Biografi
Randy Blythe kom med i Lamb of God, der dengang var kendt som Burn the Priest, i slutningen af 1996.

## Diskografi

### Med Burn the Priest
- 1998: Sevens and More
- 1999: Burn the Priest

### MedLamb of God
- 2000: New American Gospel
- 2003: As the Palaces Burn
- 2004: Ashes of the Wake
- 2005: Killadelphia (livealbum)
- 2006: Sacrament
- 2009: Wrath